# Krzysztof Trznadel
Krzysztof Andrzej Trznadel (ur. ok. 1962, zm. 2024) – polski gitarzysta basowy i kompozytor, członek zespołu One Million Bulgarians.

## Życiorys
W 1982 roku był jednym z założycieli grupy Restrykcja, która na Festiwalu Muzyków Rockowych w Jarocinie w 1983 roku, zajęła drugie miejsce.
W 1986 roku razem z Jackiem Langiem i Piotrem Wallachem założył nowofalowy zespół One Million Bulgarians, który wystąpił między innymi na Festiwalu Muzyków Rockowych w Jarocinie (1986), Róbrege oraz Festiwalu Poza Kontrolą. Razem z grupą nagrał albumy: Pierwsza płyta, Blues?, Teraz albo nigdy oraz Langusta. 
W 1994 roku założył grupę Nine Walking Trees z którą nagrał między innymi album pt. Light (2019).